# Championnat du Gabon de football 1981
Navigation
Saison précédente Saison suivante
La saison 1981 du Championnat du Gabon de football est la cinquième édition du championnat de première division gabonaise, le Championnat National. La compétition est en fait une phase finale qui réunit les dix clubs issus des championnats provinciaux. L’ensemble des rencontres ont lieu dans la capitale, Libreville.
C'est le tenant du titre, l’USM Libreville qui remporte à nouveau le titre, après avoir battu le FC 105 Libreville lors de la finale nationale. C'est le second titre de champion du Gabon de l'histoire du club.

## Les clubs participants
| - FC 105 Libreville - AS Surprise Tchibanga - AS Sogara - Anges ABC - CAP Owendo Libreville - Petrosport FC - USM Libreville - CSB Libreville - Télésport Bakoumba - FC Doumayekou |

## Compétition

### Première phase

#### Groupe A
| Rang | Équipe                | Pts | J | G | N | P | Bp | Bc | Diff |  | Résultats (▼ dom., ► ext.) | CSB | USM | Sog | Dou | Sur |
| ---- | --------------------- | --- | - | - | - | - | -- | -- | ---- |  | -------------------------- | --- | --- | --- | --- | --- |
| 1    | CSB Libreville        | 8   | 4 | 4 | 0 | 0 | 13 | 5  | +8   |  | CSB Libreville             |     | 2-1 | 4-3 | 4-1 | 3-0 |
| 2    | USM Libreville        | 6   | 4 | 3 | 0 | 1 | 23 | 4  | +19  |  | USM Libreville             |     |     | 6-1 | 7-1 | 9-0 |
| 3    | AS Sogara             | 3   | 4 | 1 | 1 | 2 | 7  | 12 | -5   |  | AS Sogara                  |     |     |     | 1-1 | 2-1 |
|      | FC Doumayekou         | 3   | 4 | 1 | 1 | 2 | 7  | 12 | -5   |  | FC Doumayekou              |     |     |     |     | 4-0 |
| 5    | AS Surprise Tchibanga | 0   | 4 | 0 | 0 | 4 | 1  | 18 | -17  |  | AS Surprise Tchibanga      |     |     |     |     |     |

#### Groupe B
| Rang | Équipe                | Pts | J | G | N | P | Bp | Bc | Diff |  | Résultats (▼ dom., ► ext.) | Ang | 105 | CAP | Pet | Tél  |
| ---- | --------------------- | --- | - | - | - | - | -- | -- | ---- |  | -------------------------- | --- | --- | --- | --- | ---- |
| 1    | Anges ABC             | 6   | 4 | 3 | 0 | 1 | 12 | 2  | +10  |  | Anges ABC                  |     | 1-0 | 1-0 | 0-1 | 10-1 |
| 2    | FC 105 Libreville     | 6   | 4 | 3 | 0 | 1 | 11 | 2  | +9   |  | FC 105 Libreville          |     |     | 3-1 | 1-0 | 7-0  |
| 3    | CAP Owendo Libreville | 4   | 4 | 2 | 0 | 2 | 9  | 5  | +4   |  | CAP Owendo Libreville      |     |     |     | 2-0 | 6-1  |
| 4    | Petrosport FC         | 4   | 4 | 2 | 0 | 2 | 8  | 5  | +3   |  | Petrosport FC              |     |     |     |     | 7-2  |
| 5    | Télésport Bakoumba    | 0   | 4 | 0 | 0 | 4 | 4  | 30 | -26  |  | Télésport Bakoumba         |     |     |     |     |      |

### Phase finale
|  | Demi-finales      | Demi-finales      |                |   | Finale | Finale |
|  | Demi-finales      | Demi-finales      |                |   | Finale | Finale |
|  |                   |                   |                |   |        |        |
|  |                   |                   |                |   |        |        |
|  |                   |                   |                |   |        |        |
|  | Anges ABC         | 0                 |                |   |        |        |
|  | Anges ABC         | 0                 |                |   |        |        |
|  | USM Libreville    | 3                 |                |   |        |        |
|  | USM Libreville    | 3                 | USM Libreville | 4 |        |        |
|  |                   |                   | USM Libreville | 4 |        |        |
|  |                   | FC 105 Libreville | 2              |   |        |        |
|  | CSB Libreville    | FC 105 Libreville | 2              | 1 |        |        |
|  | CSB Libreville    |                   |                | 1 |        |        |
|  | FC 105 Libreville | 2                 |                |   |        |        |
|  | FC 105 Libreville | 2                 |                |   |        |        |

## Bilan de la saison
| Championnat du Gabon de football 1981                             |                           |
| Champion                                                          | USM Libreville (2e titre) |
| Qualifications continentales                                      |                           |
| Coupe d'Afrique des clubs champions 1982                          | USM Libreville            |
| Coupe des Coupes 1982                                             | FC 105 Libreville         |
| Promotions et relégations                                         |                           |
| Promus en Championnat National                                    | Aucun                     |
| Relégués en Championnat du Gabon de football de deuxième division | Aucun                     |